# Lucius Valerius Flaccus (Konsul 100 v. Chr.)
Lucius Valerius Flaccus († wohl zwischen 73 v. Chr. und 69 v. Chr.) war ein Politiker der späten römischen Republik.
Flaccus war etwa 103 v. Chr. Prätor und im Jahr 100 v. Chr. zusammen mit Marius Konsul. In seinem Konsulat trat er ganz hinter seinem Amtskollegen Marius zurück. Als Zensor arbeitete er 97 v. Chr. daran, die Zahl der italischen Einwohner mit römischem Bürgerrecht zu erhöhen. Er wurde 86 v. Chr. Princeps senatus, arbeitete an einer Verständigung mit Sulla mit, trat schließlich dessen Partei bei und sicherte 82 v. Chr. als Interrex Sullas Wahl zum Diktator, wofür er mit dem Posten des Magister equitum belohnt wurde. Flaccus wird danach nicht mehr erwähnt. 69 v. Chr. wurde sein Nachfolger als Flamen Martialis, Lucius Cornelius Lentulus Niger, in das Amt eingeführt, sodass er spätestens in diesem Jahr gestorben sein muss.